# Mystacella rufata
Mystacella rufata är en tvåvingeart som först beskrevs av Jacques-Marie-Frangile Bigot 1889.  Mystacella rufata ingår i släktet Mystacella och familjen parasitflugor. Inga underarter finns listade i Catalogue of Life.